# ヒトツバカエデ
ヒトツバカエデ（一葉楓、学名: Acer distylum）は、ムクロジ科カエデ属の落葉小高木ないし落葉高木。別名、マルバカエデ。同じ株に雄花と両性花が出る雄性同株。カエデの仲間であるが、切れ込みのない大型の丸い葉が特徴。

## 和名の由来
一般にカエデ属は葉に掌状になる切れ込みがあり、または3出複葉になるものが多いが、本種は葉に切れ込みがないことにより、ヒトツバカエデ（一葉楓）という。また、葉のようすから、別名、マルバカエデともいう。

## 分布と生育環境
日本固有種。本州の秋田県・岩手県以南から紀伊半島東部に分布し、温帯の山地のやや湿り気のある山腹や沢沿いなどに生育する。標高700 - 1600メートル (m) に見られる。

## 特徴
落葉広葉樹の小高木から高木。幹は直立し、樹高は5 - 10メートル (m) に、幹の直径は30 - 40センチメートル (cm) になる。若い木は皮目が目立ち、成木の樹皮は暗灰色で浅く裂ける。若い枝は紅褐色になり、表面には淡褐色の圧縮毛をもつ。冬芽の鱗片は2対あり、敷石状に並ぶ。鱗片葉はあまり伸長せず、長さ約5ミリメートル (mm) で、背面には褐色の縮毛が密生する。
葉は花がつく枝に1対、花のつかない枝に1 - 4対、対生する。葉身は、分裂せず、長さ7 - 17 cm、幅6 - 12 cmの卵状円心形で、先端は尾状にとがり、基部は深い心形になり、葉縁には波状の鋸歯がある。花時までは、葉の両面に細伏毛が生えるが、成葉ではほとんど無毛となる。葉柄は長さ3 - 5 cmあり、花時には軟毛が密生するが、成葉ではほとんど無毛となる。切れ込みのない葉がこのカエデの特徴で、ガマズミ科のオオカメノキ（ムシカリ）などと間違えやすい。秋は非常に鮮やかな黄色に紅葉し、葉が大きいため遠くからでもよく目立つ。
花期は5 - 6月。葉の展開後に、長さ7 - 12 cmの総状花序が有花枝の先端から直立する。花は淡黄色で5数性、花序に30 - 100個つく。花柄は長さ2 - 5 mm。萼片は5個で、長さは花弁よりやや短い楕円形で、外側に茶褐色の短毛が密生する。花弁は5個で、長さ約2 mmになる倒披針形。雄蕊は、雄花、両性花とも8個で、雄花のものが長さ約3 mm、両性花が約2 mmになり、花糸は紅色を帯び、葯は黄色になる。両性花の子房には赤褐色から淡褐色の軟毛が密生し、花柱は外曲する。
果期は8 - 10月。果実は翼果で、分果の長さは2.5 - 3.5 cmになる。翼果にははじめ淡褐色の毛が密生するが、のちに全体に細毛が残る程度になる。翼果は上向きにつき、翼は鈍角に開く。秋には淡黄色に紅葉する。
- 若葉
- 葉は切れ込まない
- 花序
- 果実
- 紅葉

## 利用
材は、器具材、装飾用の建築材として利用される。